# Albert Jacob Cuyp

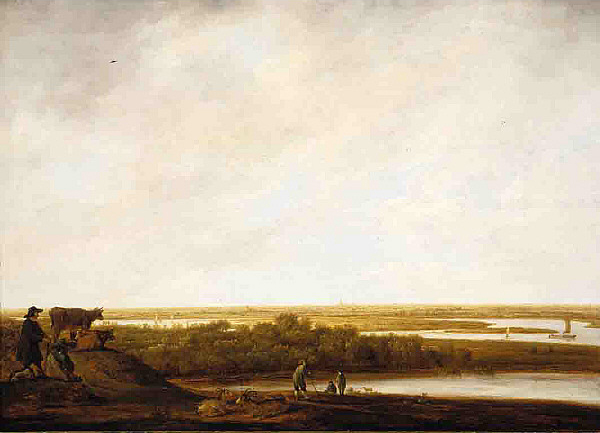
Paisaje con pastores. 1640-1645.

Aelbert Jacobsz Cuyp (20 de octubre de 1620-15 de noviembre de 1691) fue uno de los paisajistas holandeses más destacados del siglo XVII. El más famoso de una familia de pintores, alumno de su padre Jacob Gerritsz. Cuyp (1594-1651/52), es conocido principalmente por sus vistas holandesas compuestas al amanecer o al atardecer, aunque como todos los pintores de la época, cultivó también otros géneros como el retrato, las escenas de interior o los bodegones.

## Biografía

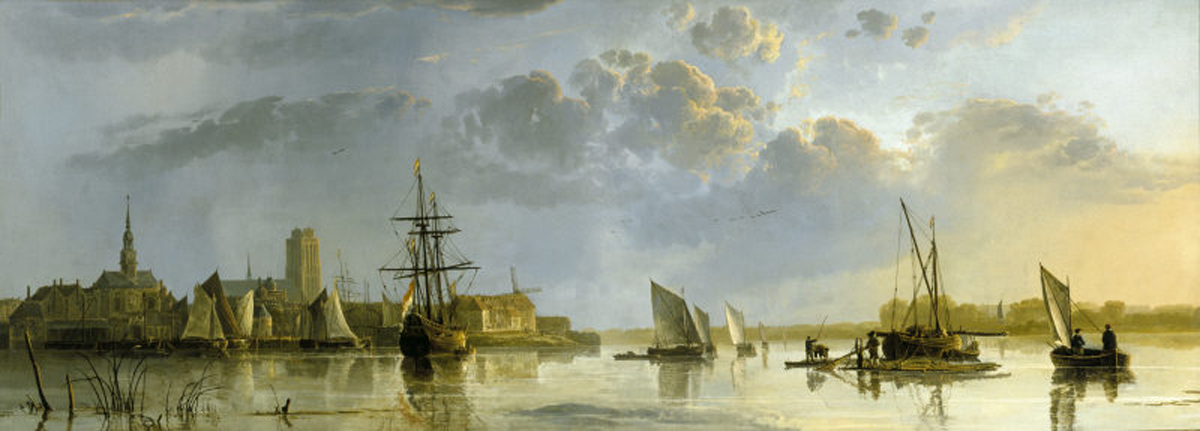
Vista de Dordrecht, Óleo sobre lienzo, circa 1652 (Ascott, Buckinghamshire).

Albert Cuyp nació en Dordrecht el 20 de octubre de 1620, ciudad en la que murió a los 71 años el 15 de noviembre de 1691. Conocido como el Claudio de Lorena holandés, este artista amasó una gran fortuna con sus pinturas de paisajes. Toda su familia se relacionó con el arte, siendo su tío y su abuelo artesanos de vitrales, mientras que su padre, Jacob Gerritsz. Cuyp, fue retratista.
Dedicó varios de sus cuadros a su ciudad natal, como El Mosa en Dordrecht (h. 1650).

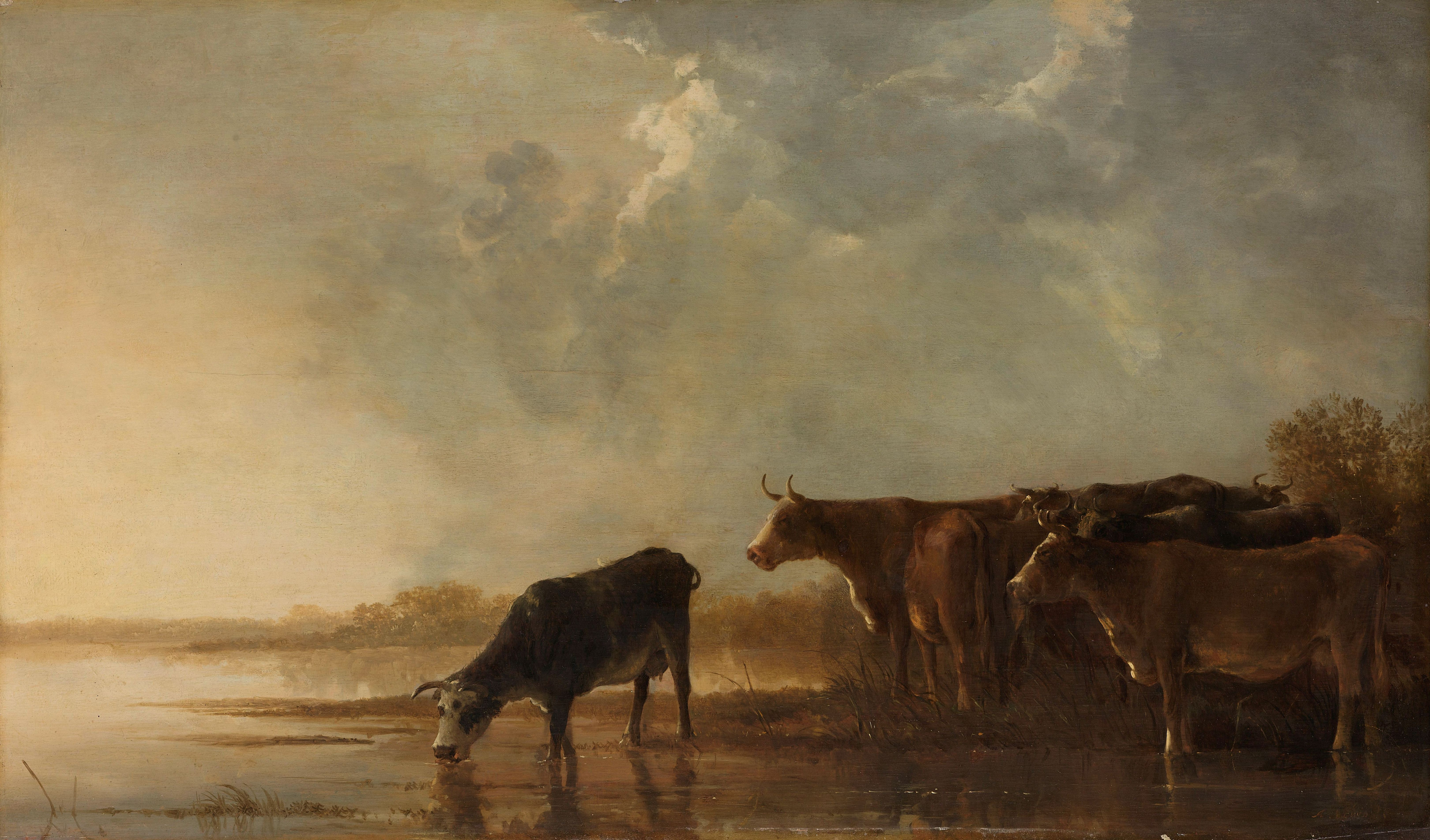
Paisaje con vacas. 1640-1650. Rijksmuseum.

La cantidad de información biográfica sobre Aelbert Cuyp es tremendamente limitada. Incluso Arnold Houbraken, un notable historiador de las pinturas holandesas de la Edad de Oro y la única autoridad en Cuyp durante los cien años posteriores a su muerte, pinta una imagen biográfica muy limitada. Su período de actividad como pintor se limita tradicionalmente a las dos décadas entre 1639 y 1660, encajando directamente dentro de los límites generalmente aceptados del período más significativo de la Edad de Oro Holandesa, 1640-1665. Se sabe que estuvo casado con Cornelia Bosman en 1658, una fecha que coincide tan directamente con el final de su productividad como pintor. Por tanto se ha aceptado que su matrimonio desempeñó algún tipo de papel al final de su carrera artística. El año después de su matrimonio Cuyp se convirtió en el diácono de la iglesia reformada. Incluso Houbraken recordó que Cuyp era un calvinista devoto y que, cuando murió, no se encontraron pinturas de otros artistas en su casa.

## Estilo
El efecto de la luz del sol llena sus lienzos, acentuándose en pequeños detalles de dorada calidez. En sus composiciones destacan como motivos bucólicos recurrentes la perspectiva y su efecto atmosférico en la campiña, los rayos de luz reflejándose en una brizna de pasto, las crines de un caballo en reposo, la vaca que se inclina sobre el arroyo, o el sombrero de un paseante, todo ello atrapado en un baño de luz dorada y de armonía ocre. El medio rico en barniz utilizado por Cuyp refracta los rayos de luz como una joya disolviéndola en las diferentes veladuras de la pintura. Los paisajes fueron compuestos a partir de la realidad, pero transformados por la imaginación creativa del autor dando lugar a ese cálido encanto de sus pinturas.

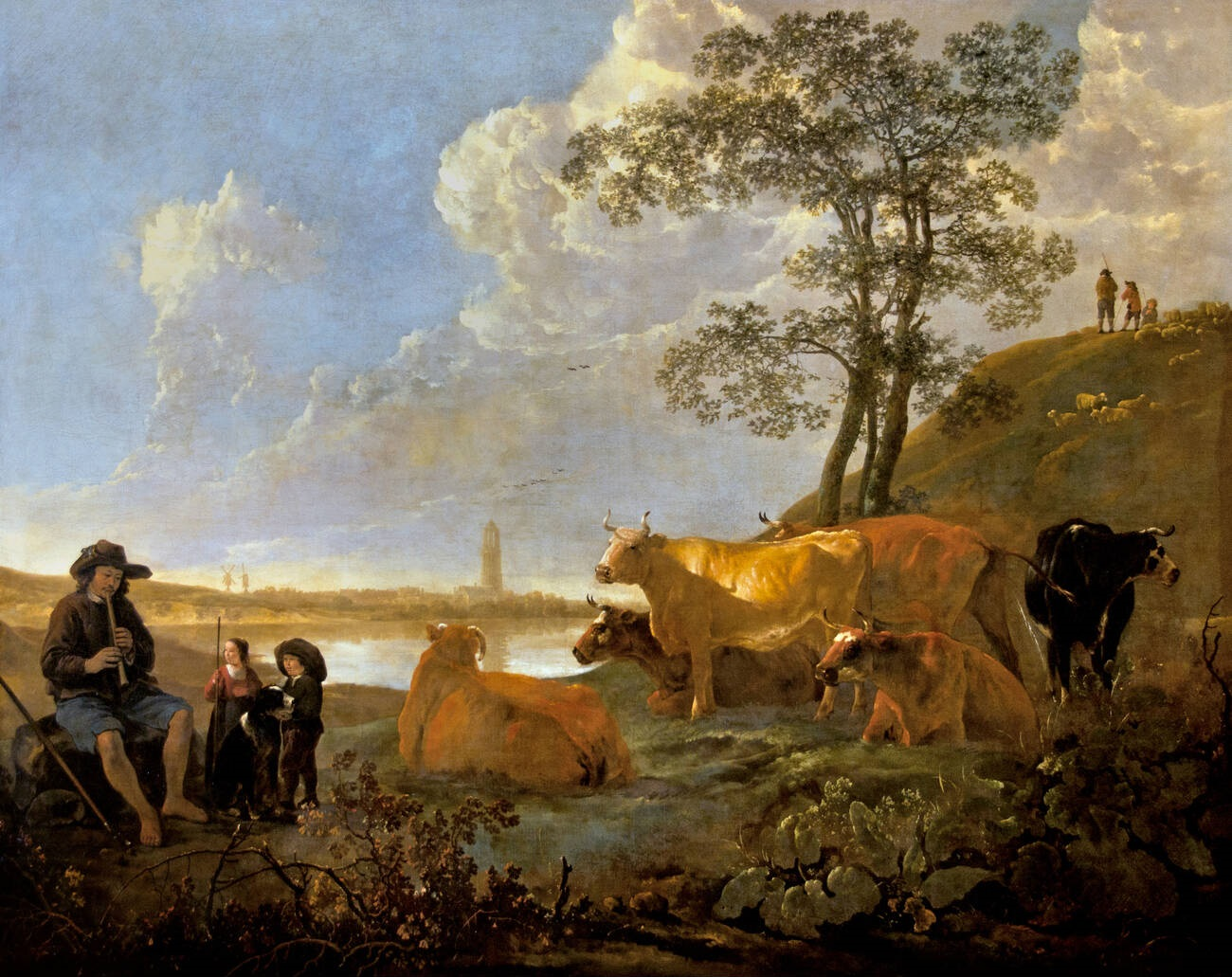
Gaitero con vacas Óleo sobre lienzo, circa 1655 (Museo del Louvre, París).

Sus dibujos demuestran su maestría como dibujante. Suaves lavados de tinta bosquejan una vista en la distancia de la ciudad de Dordrecht o de Utrecht. Un dibujo de Cuyp parece lo que él intenta que parezca: una obra de arte acabada; pero esos dibujos eran utilizados como referencia para después, en el estudio, crear las composiciones para sus pinturas. A menudo una misma parte del dibujo puede reconocerse en pinturas diferentes.
Cuyp firmó la mayoría de sus obras, pero raramente las fechó, por lo que se hace muy difícil un estudio cronológico. Se le atribuyen un increíble número de pinturas, muchas de las cuales parecen pertenecer a otros maestros como Abraham Calraet (1642-1722), cuyas iniciales A.C. podrían confundirse con las de Cuyp (Albert Cuyp).
El desarrollo de Aelbert Cuyp, que se formó como pintor de paisajes, se puede esbozar aproximadamente en tres fases en función de los pintores que más lo influyeron durante ese tiempo y las características artísticas posteriores que se manifiestan en sus pinturas. En general, Cuyp aprendió el tono del excepcionalmente prolífico Jan van Goyen, la luz de Jan Both y la forma de su padre, Jacob Gerritsz. Cuyp.
La «fase van Goyen» de Cuyp se puede ubicar aproximadamente a principios de la década de 1640. Cuyp probablemente se encontró por primera vez con una pintura de Van Goyen en 1640 cuando estaba Van Goyen, como señala Stephen Reiss «en el apogeo de [sus] poderes». Esto se nota en la comparación entre dos pinturas de paisajes de Cuyp inscritas en 1639 donde no se advierte un estilo adecuadamente formado y los fondos de paisaje que pintó dos años después para dos de los retratos grupales de su padre que son claramente de estilo van Goyen. Cuyp tomó de Van Goyen los tonos amarillo pajizo y marrón claro que son tan evidentes en sus Dunas (1629) y la técnica de cepillo roto también muy notable en ese mismo trabajo. Esta técnica, precursora del impresionismo, se destaca por las pinceladas cortas donde los colores no se mezclan necesariamente sin problemas. En River Scene, Two Men Conversing (1641) ambos elementos estilísticos influenciados por van Goyen son notables
La siguiente fase en el desarrollo del estilo cada vez más amalgamado de Cuyp se debe a la influencia de Jan Both. A mediados de la década de 1640, el pintor nativo y residente de Utrecht acababa de regresar a su ciudad natal de un viaje a Roma. Es alrededor de esta misma época que el estilo de Cuyp cambió fundamentalmente. En Roma había desarrollado un nuevo estilo de composición debido, al menos en parte, a su interacción con Claude Lorrain. Este nuevo estilo se centró en cambiar la dirección de la luz en la pintura. En lugar de colocar la luz en ángulo recto con respecto a la línea de visión, comenzaron a moverlo a una posición diagonal desde la parte posterior de la imagen. En esta nueva forma de iluminación, el artista (y el espectador de la pintura) se enfrentaron al sol más o menos a contraluz. Ambos, y posteriormente Cuyp, utilizaron las ventajas de este nuevo estilo de iluminación para alterar la sensación de profundidad y luminosidad posible en una pintura. Para darse cuenta de estas nuevas capacidades, se hizo mucho uso de sombras alargadas. Cuyp fue uno de los primeros pintores holandeses en apreciar este nuevo salto en el estilo y aunque su propia fase inspirada en Both fue bastante corta (limitada a mediados de la década de 1640), hizo, más que cualquier otro artista holandés contemporáneo, para maximizar la escala cromática completa para las puestas de sol y amaneceres.
La tercera fase estilística de Cuyp (que ocurrió a lo largo de su carrera) se basa en la influencia de su padre. Si bien se supone que el joven Cuyp trabajó inicialmente con su padre para desarrollar su talento, Aelbert se centró más en las pinturas de paisajes, mientras que Jacob fue un pintor de retratos de profesión. Como se ha mencionado y como se explicará en profundidad a continuación, hay piezas donde Aelbert proporcionó el fondo del paisaje para los retratos de su padre. Lo que significa que Aelbert aprendió la forma de su padre es que su eventual transición de un pintor de paisajes específico a la participación de figuras de primer plano se atribuye a su interacción con su padre Jacob.
La evidencia de la evolución de Aelbert al pintor de figuras en primer plano está en la producción de algunas pinturas de 1645-50 con animales en primer plano que no encajan con el estilo de Jacob. Sus estilos convergentes dificultan comprender exactamente las influencias que cada uno tenía en el otro, aunque es lo suficientemente claro como para decir que Aelbert comenzó a representar formas a gran escala (algo que no había hecho anteriormente) y colocar animales como foco de sus pinturas (algo que fue específico para él).
En las colecciones públicas españolas, específicamente en el Museo Thyssen-Bornemisza de Madrid se puede apreciar un "Paisaje con puesta de sol" de hacia 1655.